# Pygmodeon m-littera
Pygmodeon m-littera là một loài bọ cánh cứng trong họ Cerambycidae.